# Đặng Hi
Đặng Hi (giản thể: 邓羲; phồn thể: 鄧羲; bính âm: Deng Xi; ? – ?), hay Đặng Nghĩa (giản thể: 邓义; phồn thể: 鄧義), tự Tử Hiếu (子孝), là quan viên dưới quyền quân phiệt Lưu Biểu và Tào Tháo cuối thời Đông Hán trong lịch sử Trung Quốc.

## Cuộc đời
Đặng Hi ở quận Nam Dương, sau tách thành quận Chương Lăng, rồi đổi tên thành quận Nghĩa Dương, Kinh Châu, là danh sĩ trong châu, giữ chức Trị trung dưới trướng Kinh Châu mục Lưu Biểu.
Năm 196, Tào Tháo nghênh Hán Hiến Đế đến Hứa Đô. Lưu Biểu dù sai sứ đến triều cống, lại vẫn duy trì quan hệ liên minh với Viên Thiệu. Đặng Hi khuyên Lưu Biểu không nên, nhưng Lưu Biểu từ chối: Trong không thất cống nạp, ngoài không phản minh chủ, đây là đạo đạt nghĩa trong thiên hạ vậy. Trị trung sao lại trách ta?’  Đặng Hi bất mãn, lấy cớ bệnh tật, không hề làm quan cho Lưu Biểu nữa.
Đặng Hi bỏ sang Giang Đông, ở nhờ chỗ Vương Lãng, kết bạn với bọn Hứa Tĩnh, Viên Trung, Hoàn Thiệu. Gặp phải lúc Tôn Sách đánh chiếm Cối Kê, Hi cùng Tĩnh, Trung, Thiệu lên thuyền tị nạn Giao Châu. Sau đám người Đặng Hi cùng Từ Nguyên Hiền kết bạn trở về Kinh Châu. Trên đường đi, đoàn người gặp cướp, Từ Nguyên Hiền bị giết. Cuối cùng, Viên Trung ốm chết; Hứa Tĩnh đi Ích Châu; còn Đặng Hi, Hoàn Thiệu ở lại Kinh Châu.
Năm 208, Lưu Biểu chết bệnh, Tào Tháo thừa cơ dẫn quân đánh Kinh Châu. Kinh Châu mục Lưu Tông đầu hàng. Vương Lãng theo quân Tào Tháo, tìm đến bạn cũ Đặng Hi, Hoàn Thiệu. Cuối cùng, khi Tào Tháo phong thưởng cho các quan lại Kinh Châu, trong đó Đặng Hi được phong làm Thị trung. Hoàn Thiệu vì trước đó chê bai Tào Tháo nên bị giết.
Sau này, Tuân Úc hỏi Trọng Trường Thống lễ nghi khi tế Xã Thần, cuối cùng dẫn tới việc Đặng Hi và Trọng Trường Thống cãi lộn. Sau đó không còn ghi chép gì.

## Trong văn hóa
Trong tiểu thuyết Tam quốc diễn nghĩa của La Quán Trung, Đặng Hi xuất hiện ở hồi 42 với tên Đặng Nghĩa, giữ chức Thị trung, cùng Lưu Tiên trấn thủ Giang Lăng. Khi quân Tào Tháo đánh bại Lưu Bị ở Đương Dương, tiến đến Giang Lăng, Lưu Tiên, Đặng Nghĩa đầu hàng.